# Anuše Kejřová
Anuše Kejřová (17. února 1874 Úžice – 16. září 1926 Praha-Smíchov), rodným jménem Anna Nápravníková, byla česká kuchařka, spisovatelka a učitelka.

## Život
Narodila se do rodiny úžického klempíře Karla Nápravníka a jeho ženy Marie. Pokřtěna byla jako katolička, ale během svého života, a to v roce 1894 přestoupila k církvi evangelické. Provdala se 15. května 1895 za Viléma Emila Kejře, správce pivovaru v Brně. Měli syna Viléma a dceru Jiřičku, která ale v dětském věku zemřela na záškrt a Anuše Kejřová ji za honorář z první knihy vypravila pohřeb.
V roce 1905 vydala svou nejznámější knihu s názvem Úsporná kuchařka – Zlatá kniha malé domácnosti. Přispívala také do periodik, například redigovala rubriku Jídelníček v časopise Ráno a vydávala odborné články v Národních listech.
V roce 1909 Anuše Kejřová založila a vedla první koncesovanou školu kuchařskou, která původně sídlila v Hradci Králové na dnešní třídě Karla IV. Od roku 1918 pak školu přesunula do hradecké městské části Pouchov. Vila, kterou zde manželé Kejřovi koupili, sloužila pro jejich vlastní ubytování i ubytování mimohradeckých studentek. Dále se ve vile nacházela kancelář školy, kterou vedl Anušin manžel Vilém, dílna na výrobu přípravků do domácnosti, na vaření a pečení, kuchyně, jídelna a prádelna pro účely školy. Kurzy Anuše Kejřové dívky nevzdělávaly jen ve vaření, důraz byl kladen také na hospodaření v domácnosti. Dívky se proto učily konzervování a zavařování ovoce, přípravě ovocných šťáv, rosolů či likérů, ale také sestavování rozpočtu domácnosti, vytváření menu, stolování a udržování čisté domácnosti.
Kromě toho Kejřová vyučovala vaření a péči o domácnost i na dívčí měšťanské škole a dívčím lyceu v Hradci Králové, ale i v jiných městech například v České Skalici nebo České Třebové. Dále se pod jejím vedením konaly tzv. kočovné kuchařské kurzy pro veřejnost, a to v mnoha městech východních i středních Čech.

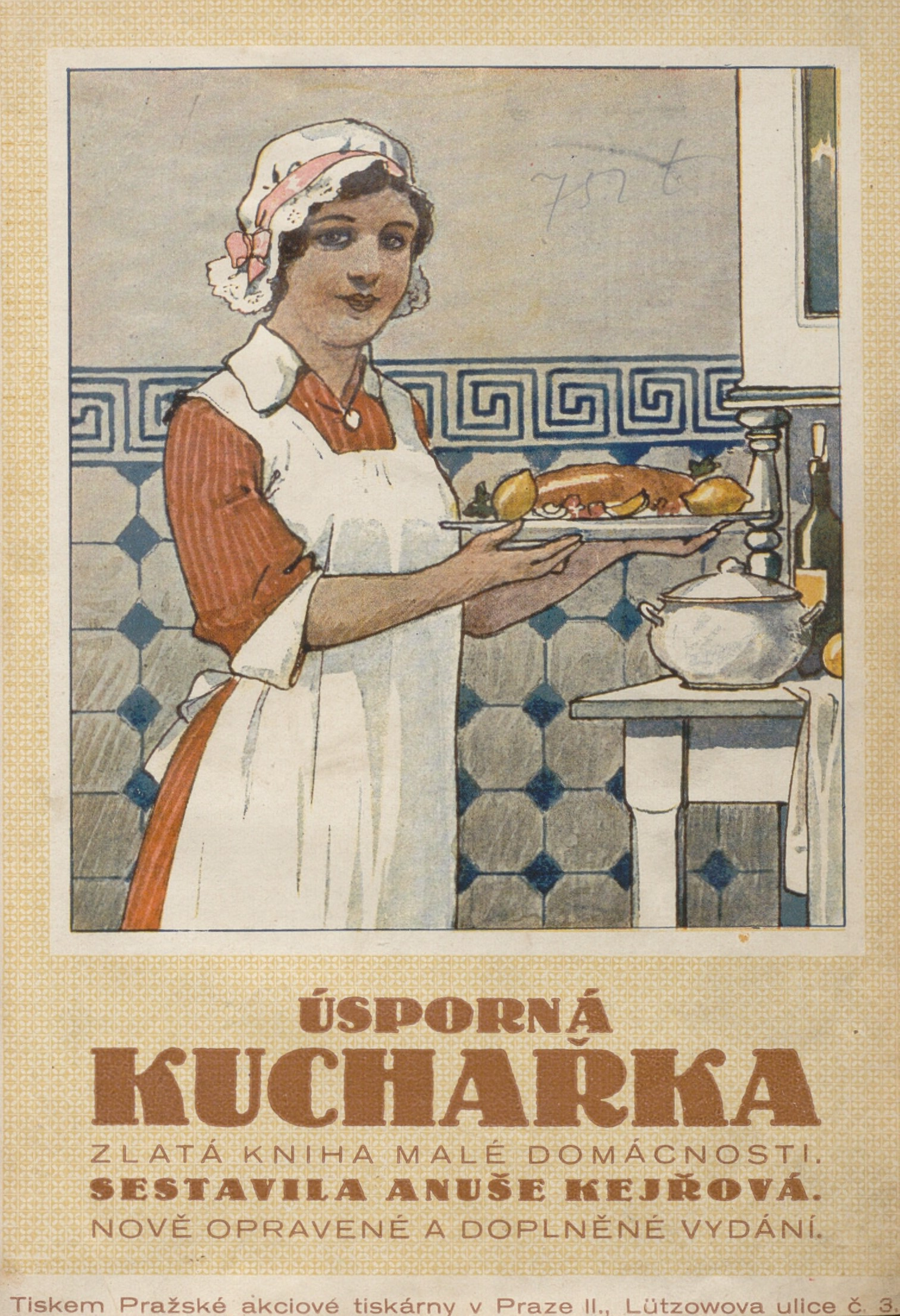
Úsporná kuchařka: zlatá kniha malé domácnosti (vydání z roku 1924)

Anuše Kejřová vedla svou školu až do roku 1926. Zemřela po těžké nemoci téhož roku v sanatoriu Sanopz v Praze. Její škola ukončila chod 15. ledna 1927. Po její smrti vydával knihy pod jejím jménem její manžel Vilém Kejř.

## Dílo[6]
- Úsporná kuchařka – Zlatá kniha malé domácnosti (1905)
- Domácí lékárna (1910)
- Dělnická kuchařka (1914)
- Úsporná válečná kuchařka (1915)
- Kniha vzorné domácnosti (1916)
- Návod k přípravě pečiva s použitím výrobků Kveta (1918)
- Kalendář kuchařky (1923)
- Zdravotní polovegetariánská kuchařka (1925)
- Weekend na výletě (1927)
- Česká vegetariánská kuchařka podle Anuše Kejřové (1933)
- České moučníky Anuše Kejřové (1935)
- Příležitostné hostiny (1925, 1931)
- Cukrovinky na vánoční stromek (1920)
- Praktické a úsporné zavařování ovoce, zeleniny, příprava ovocných šťáv, rosolů, likérů, vína atd. (1938)
- Praktické a zdravé večeře Anuše Kejřové (1937)
- Naše ryby a jich vhodná úprava (1935)
- Minutové večeře. Různé úsporné kuchařské předpisy hodící se zejména pro dobu letní, úřednice, učitelky atd. (1925)
- Zlatá úsporná kuchařka s rozpočty (1943)